# Ephemeridensekunde
Die Ephemeridensekunde ist ein historisches Maß für die Dauer einer Sekunde. Sie löste 1960 die damals verwendete mittlere Sonnensekunde ab. Damit wurde die Definition der Sekunde nicht mehr auf die tägliche Drehung der Erde um sich selbst (→Rotation), sondern auf die gleichmäßigere jährliche Bewegung der Erde um die Sonne (→Revolution) zurückgeführt.
Im Zuge der Entwicklung von Atomuhren wurde die Definition der Sekunde 1967 auf Atomuhren umgestellt.

## Geschichte
Ursprünglich war die Sekunde als der 1/86.400te Bruchteil eines mittleren Sonnentages definiert (24 Stunden zu je 60 Minuten zu je 60 Sekunden). Dieser mittlere Sonnentag dauert etwas länger als eine komplette Drehung der Erde um sich selbst, die nur etwa 23 Stunden 56 Minuten und 4 Sekunden dauert, was einem Sterntag entspricht.
Zu Beginn des 20. Jahrhunderts, als erstmals hinreichend genaue Uhren zur unabhängigen Überprüfung der Erdrotation zur Verfügung standen, wurde jedoch deutlich, dass die Drehgeschwindigkeit der Erde geringfügigen Schwankungen und wegen der Gezeitenreibung einer langfristigen Verlangsamung (0,002 s pro Jahrhundert) unterliegt. Eine von der Erdrotation abgeleitete Zeiteinheit wie die Sonnensekunde weist diese Unregelmäßigkeiten ebenfalls auf und ist daher für manche technische und wissenschaftliche Zwecke nicht gleichmäßig genug.

### Anfänge
Die den physikalischen Gesetzen und damit insbesondere den Bewegungsgesetzen der Himmelsmechanik zugrundeliegende Zeit verläuft definitionsgemäß völlig regelmäßig. Geht man daher von einer beobachteten Position eines Himmelskörpers aus und berechnet mit einer geeigneten Planetentheorie den Zeitpunkt, zu dem laut Theorie diese Position eingenommen wird, so bilden die so bestimmten Zeitpunkte im Prinzip eine gleichförmig verlaufende Zeitskala; Voraussetzung ist, dass die verwendete Planetentheorie die physikalische Realität hinreichend genau abbildet. Ende des 19. Jahrhunderts standen bereits ausgefeilte Theorien zur Verfügung, die eine Anwendung dieses Verfahrens gestatteten.
Zwar sind die Bewegungen der Himmelskörper aufgrund ihrer gegenseitigen Störungen nicht streng regelmäßig, die Störungen unterliegen aber sehr genau bekannten physikalischen Gesetzen und lassen sich daher fast beliebig genau berechnen.
Im Gegensatz dazu sind die Fluktuationen der Erdrotation bislang der Berechnung nur teilweise zugänglich.

### Definition
In den 1950er-Jahren wurde daher im Zuge der Neudefinition der Zeitskala auch eine neue Definition der Sekunde eingeführt, welche nicht auf der Rotation, sondern auf der Bahnbewegung der Erde beruhte. Nach S. Newcomb beträgt die von der Erde aus beobachtete geometrische mittlere ekliptikale Länge der Sonne
wobei {\displaystyle T} die seit dem 0. Januar 1900 (= 31. Dezember 1899) 12h UT verstrichene Zeit in Julianischen Jahrhunderten zu je 36525 Tagen ist.
Diese Formel beschreibt die scheinbare Bewegung der Sonne entlang der Ekliptik, wobei sie einmal im Jahr den Himmel umrundet, also 360° oder 1.296.000 Bogensekunden ({\displaystyle ''}) zurücklegt. Die mittlere Länge der Sonne wächst laut obiger Formel mit der Geschwindigkeit
Man beachte, dass die Geschwindigkeit nicht streng konstant ist, sondern im Laufe der Zeit leicht zunimmt (zweiter Summand in obiger Formel). Das liegt daran, dass die Geschwindigkeit bezüglich des Frühlingspunkts gemessen wird, welcher sich seinerseits infolge der Präzession bewegt und dessen Präzessionsbewegung aufgrund von Planetenstörungen gegenwärtig leicht beschleunigt.
Insbesondere betrug die Geschwindigkeit der Sonne zum Zeitpunkt T = 0 (also am 0. Januar 1900 12h UT):
Dieser Zusammenhang war ursprünglich durch Beobachtung des Sonnenlaufs und unter Zugrundelegung der Sonnensekunde gewonnen worden. Er wurde nun umgekehrt und zur Neudefinition der Sekunde benutzt. Die Dauer der Sekunde sollte so gewählt sein, dass der obige bisher nur im Rahmen der Beobachtungsgenauigkeit gegebene Zusammenhang durch die neue Sekunde exakt erfüllt wurde. Damit war auch eine definitive Zeitskala für die vollständige Sonnentheorie gegeben, welche Planetenstörungen und andere Nebeneffekte enthielt, und mittels welcher aus einer Beobachtung auf den betreffenden Zeitpunkt zurückgeschlossen werden konnte.
Den Zeitraum, den die mittlere Länge der Sonne braucht, um 360° zu überstreichen, nennt man auch ein tropisches Jahr. Die Definition lautete daher:
| „Eine Ephemeridensekunde ist der Bruchteil 1/31.556.925,9747 des tropischen Jahres am 0. Januar 1900 um 12 Uhr Ephemeridenzeit.“ |

Man beachte, dass die Definition sich auf die tropische Jahreslänge am 0. Januar 1900 bezieht, aber nicht auf die Länge des tropischen Jahres, das am 0. Januar 1900 begann. Setzt man nämlich {\displaystyle L=279^{\circ }41'48{,}04''+360^{\circ }} in die erste Gleichung ein und löst nach {\displaystyle T} auf, so stellt man fest, dass die Sonne nur 31.556.925,9721 Ephemeridensekunden brauchte, um zwischen dem 0. Januar 1900 und dem 0. Januar 1901 volle 360° zurückzulegen; ihre Geschwindigkeit hatte ja während dieses Zeitraums gegenüber dem Anfangswert leicht zugenommen.
Die Definition der Ephemeridensekunde hingegen bezieht sich nur auf die momentane (im Fachjargon: instantane) Geschwindigkeit des Längenzuwachses am 0. Januar 1900: die Länge der Ephemeridensekunde ist so zu wählen, dass die Geschwindigkeit zu diesem Zeitpunkt den oben erwähnten Zahlenwert annimmt.
Das ist vergleichbar mit der Angabe, ein Fahrzeug bewege sich momentan mit einer Geschwindigkeit von beispielsweise 85 Kilometern pro Stunde. Die momentane Geschwindigkeit wird dabei ausgedrückt durch die hochgerechnete Strecke, die das Fahrzeug zurücklegen würde, wenn es sich die ganze Zeit konstant mit dieser Geschwindigkeit bewegen würde. Falls die Geschwindigkeit sich ändert, ist es keine Aussage darüber, wie lange das Fahrzeug braucht, um tatsächlich eine Strecke von 85 Kilometern zurückzulegen. Dazu müssten alle momentanen Geschwindigkeiten entlang der Strecke bekannt sein.

### Ende
Die Ephemeridensekunde war 1960 von der Generalkonferenz für Maß und Gewicht (CGPM) als Zeiteinheit des SI-Systems ratifiziert worden, wurde aber bereits 1967 auf Beschluss der 13. Generalversammlung der CGPM durch die Atomsekunde abgelöst. Deren Definition wurde so gewählt, dass sie im Rahmen der Messgenauigkeit mit der Ephemeridensekunde übereinstimmte. Für praktische Zwecke kann daher die Ephemeridensekunde als identisch mit der Atomsekunde betrachtet werden.
So ist auch heute noch gelegentlich der Ephemeridentag als astronomische Zeiteinheit anzutreffen. Darunter ist ein Zeitraum von 86.400 Ephemeridensekunden oder Atomsekunden zu verstehen.